# نه (فیلم ۲۰۰۹)
نه (به انگلیسی: NINE) نام یک فیلم رمانتیک محصول سال ۲۰۰۹ آمریکاست. در این فیلم ستاره‌های برنده جایزه اسکار همانند دنیل دی لوئیس و… بازی کرده‌اند. این فیلم به نوعی بازسازی فیلم معروف ۱/۲ ۸ اثر کارگردان ایتالیایی فدریکو فلینی است. این فیلم سومین فیلم رمانتیک از کارگردان راب مارشال است. فیلم‌های قبلی او شیکاگو و خاطرات یک گیشا بوده‌اند.

## خلاصه داستان
داستان این فیلم موزیکال، دربارهٔ یک کارگردان ایتالیایی چهل ساله به نام گوییدو کونیتینی می‌باشد که در هنگام شروع ساختن فیلم جدیدش، ایتالیا، دچار مشکلاتی در رابطه با زنان تأثیرگذار در زندگی اش می‌شود و در گردابی از احساسات، خاطرات و پیچیدگی‌های عاطفی گرفتار می‌شود. کونتینی (دانیل دی لوییس) که حتی کلمه‌ای هم برای فیلم نامهٔ ایتالیا ننوشته‌است سعی می‌کند بین زندگی حرفه‌ای و درونی خود تعادل به وجود بیاورد…

## بازیگران
- دانیل دی-لوئیس در نقش گوییدو کونتینی
- ماریون کوتیار در نقش لوئیزا کونتینی (همسر گوییدو)
- پنه‌لوپه کروز در نقش کارلا آلبنس (معشوقه گوییدو)
- نیکول کیدمن در نقش کلودیا جنسین
- کیت هادسون در نقش استفانی
- سوفیا لورن در نقش مادر
- الیو جرمانو در نقش پیرپائولو
- انزو چیلنتی
- روبرتو چیتران
- جوزپه چدرنا
- رمو رموتی
- ریکی توناتسی
- ساندرو دُری
- وینسنت ریوتا

## جوایز

### گلدن گلوب ۲۰۰۹
ناین در شصت و هفتمین مراسم گلدن گلوب (سال ۲۰۰۹) نامزد ۵ گلدن گلوب بود که هیچ‌کدام را بدست نیاورد.
- بهترین فیلم موزیکال سال
- بهترین بازیگر مرد موزیکال سال برای دانیل دی-لوئیس
- بهترین بازیگر نقش مکمل زن موزیکال سال برای پنه لوپه کروز
- بهترین بازیگر نقش اول زن موزیکال سال برای ماریون کوتیار
- بهترین ترانه موزیکال سال برای ماوری یستون